# Gajny
Gajny  (in russo: Гайны; in permiaco: Гайнa; Gajna ) è una località rurale (un selo) del rajon Gajnskij, nel Circondario dei Komi-Permiacchi, in Russia. Dista 156 chilometri da Kudymkar.

## Popolazione
La popolazione di 5435 persone (2008)  persone è principalmente di etnia russa ed in maggioranza donne.

## Infrastrutture e trasporti
Nel villaggio c'è un centro culturale, una biblioteca,una chiesa, un pronto soccorso, un negozio. Il paese è prevalentemente alimentato a gas.